# شربت‌خانه و سردر خانقاه
شربت خانه و سردر خانقاه مربوط به سدهٔ ۹ ه.ق است و در نطنز، خیابان مطهری، کوی افوشته واقع شده و این اثر در تاریخ ۱۰ مهر ۱۳۵۳ با شمارهٔ ثبت ۱۰۰۶ به‌عنوان یکی از آثار ملی ایران به ثبت رسیده است.